# Niels Juel

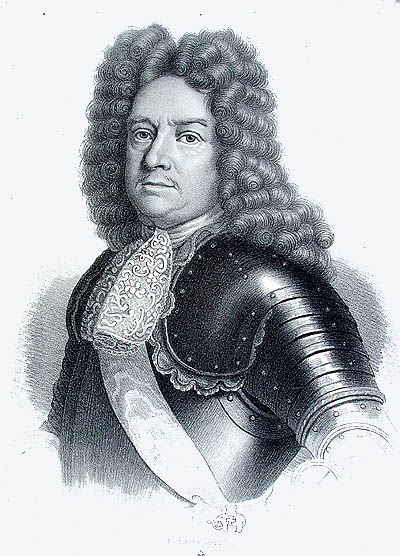
Niels Juel

Niels Juel (* 8. Mai 1629 in Christiania (Oslo); † 8. April 1697 in Kopenhagen) war ein dänischer Admiral.

## Leben

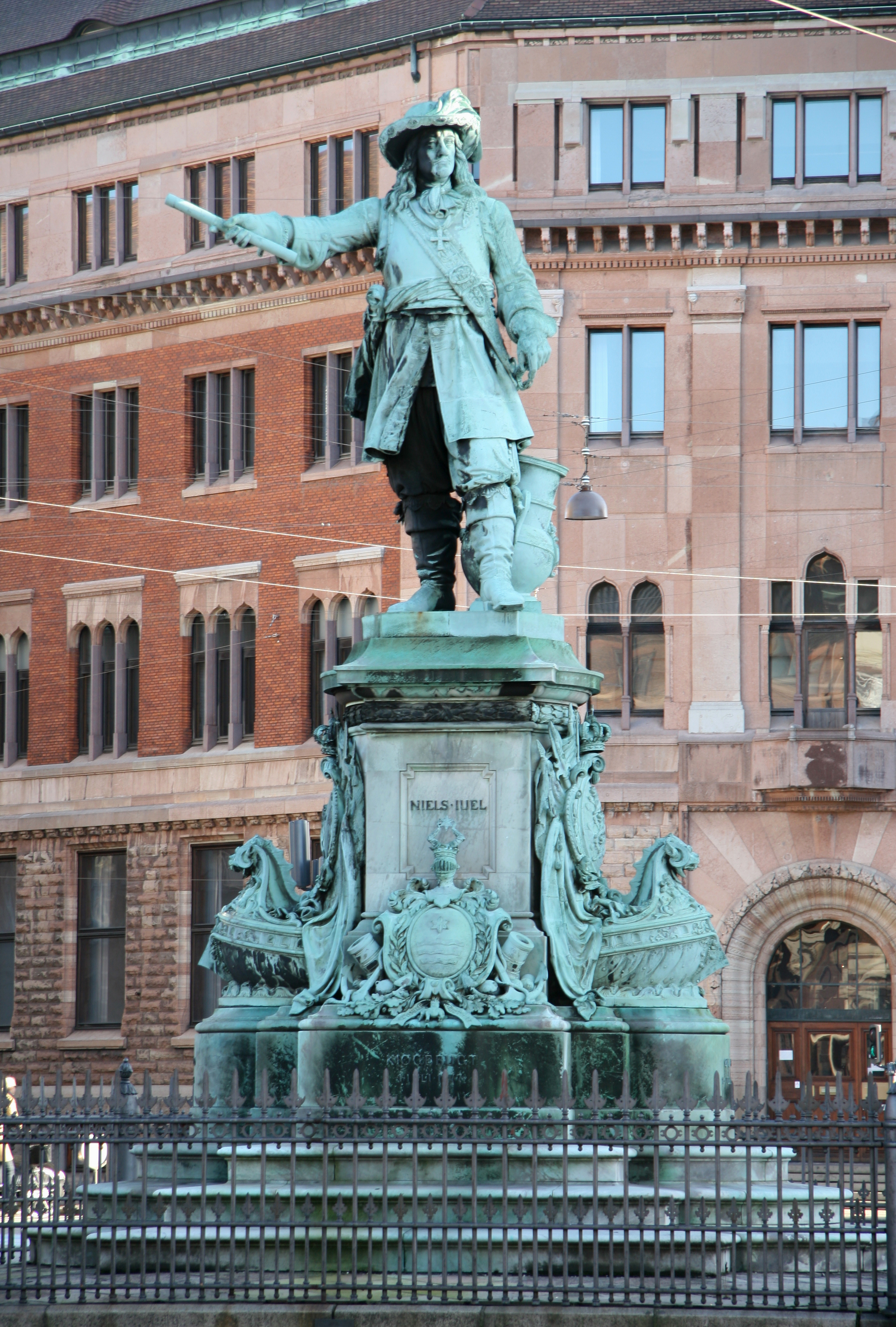
Denkmal in Kopenhagen

Er entstammte einer adligen Familie aus Jütland und war der Sohn des dänischen Reichsrates Erik Juel (1591–1657) und der Sophie Sehested, sein Bruder war der Diplomat Jens Juel (1631–1700).  
Niels Juel besuchte die Internatsschule Sorø Akademi auf der Insel Seeland. 1643 diente er am Hof König Friedrichs III. Darauf trat er zunächst in holländische Dienste und kehrte erst 1656 nach Dänemark zurück, wo er 1657 in der königlichen Marine in Kopenhagen das Amt des Holmadmirals übernahm. Er wurde im Krieg Dänemarks gegen Schweden 1659 zum Chef eines Geschwaders ernannt und zeichnete sich unter dem Oberbefehl Obdams und de Ruyters, den Holland mit einer Flotte zu Hilfe geschickt hatte, bei der Belagerung von Kopenhagen aus.  
Dem Friedensschluss von 1660 folgte 1675 ein neuer Krieg mit Schweden, in dem Juel eine Hauptrolle spielte. 1676 eroberte er als Kommandeur einer Flotte von 18 Schiffen die Insel Gotland. Schweden rüstete daraufhin eine mächtige Flotte mit 44 Linienschiffen. Im Mai 1676 traf Juel auf den Feind, nachdem er sieben weitere Schiffe erhalten hatte, so dass er nun mit 25 agieren konnte. Zwischen Bornholm und Rügen zwang er schließlich die Schweden zum Rückzug. Daraufhin ernannte ihn der König zum Gouverneur von Gotland und sandte ihm eine nochmalige Verstärkung von 9 Schiffen.  
Am 1. Juni wurde die schwedische Flotte abermals, diesmal bei Öland, geschlagen. Im folgenden Jahr besiegte Juel in der Nähe von Warnemünde den schwedischen Admiral Sjöblad und lieferte am 1. Juli 1677 die denkwürdige Seeschlacht in der Køge Bugt, wo die 36 Schiffe starke schwedische Flotte von den 25 der dänischen geschlagen wurde. 1683 wurde er Chef-Admiral. Niels Juel starb am 8. April 1697 in seiner Residenz in Kopenhagen und fand seine letzte Ruhestätte in der Holmens-Kirke. Er war seit 1661 mit Margrethe Ulfeldt verheiratet. Aus der Ehe gingen vier Kinder hervor.